# Strada statale 115 dir/A Raccordo di Mazara del Vallo
La strada statale 115 dir/A Raccordo di Mazara del Vallo (SS 115 dir/A), già bretella per Porto di Mazara del Vallo, è una strada statale che collega la SS 115 nei pressi di Mazara del Vallo al porto dell'omonima città.

## Storia
Negli anni settanta si pensò come rendere più facile il collegamento dal nord della città con il porto ed evitare la linea ferroviaria che la attraversa, allora si pensò ad una strada che potesse risolvere questi problemi ed evitare i passaggi a livello di quella zona. I lavori per la sopraelevata iniziarono negli anni ottanta ma non vennero completati a causa della mancanza di fondi e la strada non venne inaugurata. Dopo l'arrivo di nuovi fondi, nel 2014 iniziarono i lavori di completamento della sopraelevata da parte del comune di Mazara del Vallo autorizzati dall'ANAS e, il 15 aprile 2014, venne finalmente inaugurata con il nome di bretella per Porto di Mazara del Vallo. In seguito, l'ANAS diede alla bretella la denominazione attuale.

## Descrizione
La strada ha inizio a nord-ovest di Mazara del Vallo con diramandosi dalla strada statale 115. La strada è completamente sopraelevata tranne nei tratti iniziali e finali. 
Dopo un percorso di circa 2,3 chilometri verso sud, giunge nella zona di Mazara del Vallo compresa tra la zona balneare e il porto della città. La strada non presenta svincoli di uscita e presenta una corsia per senso di marcia non separata l'una dall'altra con una zona d'emergenza per senso di marcia.

### Tabella percorso
| Raccordo di Mazara del Vallo |                                         |      |           |
| Tipo                         | Indicazione                             | ↓km↓ | Provincia |
|                              | Sud Occidentale Sicula                  | 0,0  | TP        |
|                              | Miragliano                              | 0,2  | TP        |
|                              | Fata Morgana                            | 0,8  | TP        |
|                              | Mazara del Vallo Lungomare Fata Morgana | 2,4  | TP        |